# Parancistrocerus productus
Parancistrocerus productus är en stekelart som först beskrevs av Smith 1862.  Parancistrocerus productus ingår i släktet Parancistrocerus och familjen Eumenidae. Inga underarter finns listade i Catalogue of Life.